# Aoroides secunda
Aoroides secunda är en kräftdjursart som beskrevs av Gerjanova 1938. Aoroides secunda ingår i släktet Aoroides och familjen Aoridae. Inga underarter finns listade i Catalogue of Life.